# TeleStudio Torino
Telestudio (o TST, sigla di TeleStudio Torino) è stata una storica emittente televisiva di Torino.

## Storia
Nasce nel 1976 su iniziativa di Danilo Pennone e Happy Ruggiero negli studi di registrazione della Format di Torino, in via Ventimiglia 194; trasmette da allora sul canale 24 (e all'epoca sul canale 45 da Superga, poi passato a rete 4) con pannello alla Maddalena. La direzione della rete fu affidata a Carlo Vetrugno. Nel tempo la società varia, restarono Pennone e Giuseppe Barberi e la sede si spostò in via Carlo Alberto sempre a Torino. Collaboratori importanti degni di nota sono stati Mario Castagneri e Luisella Guidetti. Tra gli artisti ospitati nel tempo I Giganti e Gipo Farassino.
Gli studi di produzione erano situati in via Rocca de' Baldi, 21. Fra i programmi più noti e ascoltati, i varietà con Renzo Gallo, trasmissioni sportive (Vidikon) condotte da Valter Carrera, Gipo Farassino e il notiziario TST Notizie.
Curioso il provino come annunciatrice fatto il 29 luglio del 1977 ad Alba Parietti, allora sedicenne. Interessante anche la collaborazione di un giovanissimo Ezio Greggio che con la sua iniziativa Promoshow contattava e forniva artisti.
Danilo Pennone ricevette la targa "premio giornalistico televisioni private 1978" consegnata all'epoca dai giornalisti de La Stampa che collaboravano con l'emittente: Luciano Borghesan e Franca de Paoli.
Altre iniziative furono i corsi di lingua piemontese di Camillo Brero, Disconovità, Sté bin con j'erbe.
Nel 1979 si affiliò prima al circuito GPE - Telemond e poi nel 1982 al network nazionale Rete 4, entrambi di Mondadori. Nel 1984 uscì da Rete 4 e si affiliò ad Euro TV poi Odeon TV, entrambe di Calisto Tanzi, fino al 1991 quando riprese la programmazione in proprio. Nel frattempo la proprietà passò alla Editrice Televisiva Torinese s.r.l, sempre di proprietà di Giuseppe Barberi.
Appariva in video con lo storico logo giallo-blu (i colori della città di Torino). A partire dal 2006 Telestudio ripeteva per diverse ore della giornata i programmi del canale satellitare musicale Radio Italia TV, del gruppo Radio Italia.
Il gruppo editoriale di Telestudio includeva anche altre due emittenti: Quinta Rete e Sesta Rete Piemonte, passate a trasmettere in digitale terrestre.
Attualmente il gruppo conta cinque canali tematici, tra cui Mas latina dedicato al mondo sudamericano e Gusto TV dedicato all'enogastronomia nazionale.
Tra i personaggi lanciati da Telestudio vi è la soubrette Cristina Gazzera.
Nel 2019 al numero 17 del digitale terrestre il logo di TeleStudioTorino è scomparso; durante il giorno vengono trasmessi videoclip musicali di vari generi, mentre alla sera documentari sul Piemonte e in particolare su Torino.
Il 25 maggio 2021 la società editrice deposita istanza di fallimento presso il tribunale di Torino. In seguito compare sul canale 21 UHF del digitale terrestre, col logo storico, prevalentemente con trasmissione di televendite.
Nel 2022, in concomitanza del reframing delle frequenze televisive, il canale ha cessato le trasmissioni.